# Марина Ферер
Марина Ферер (на английски: Marina Ferrer) е фикционална героиня от сериала еЛ връзки, играна от Карина Ломбард, Марина е съдържателка на кафе-заведение, посещавано от лесбийки. Тя има доста ясен и специфичен френски акцент в сериите, както и героинята има силно и обаятелно излъчване. Самата Марина е лесбийка по начина на представянето ѝ в началото на сериите, тя се запознава с Джени Шектър на парти, където откриват общите си вкусове към литературата и по-късно имат връзка. Връзката им е нестабилна, прекъсвана от желанието на Джени да се върне към годеника си Тим, а по-късно и появата на постоянната приятелка на Марина - Франческа Улф. Разваляйки връзката си с Франческа заради Джени, Марина губи своят дял от заведението си The Planet, като дори преди това прави опит за самоубийство. Продажбата на заведението е извършена към сестрата на Бет от, както се оказва, съпругът на Марина, който е богат италиански аристократ. По-късно Марина се завръща в града (Западен Холивуд) с група, изпълняваща театрално едно от произведенията на Джени. Това е и от последните ѝ появи в сериите.